# Lamellobates reticulatus
Lamellobates reticulatus är en kvalsterart som beskrevs av Valerie M. Behan-Pelletier 1998. Lamellobates reticulatus ingår i släktet Lamellobates och familjen Austrachipteriidae. Inga underarter finns listade i Catalogue of Life.